# Арсенал (пиво)
«Арсенал» — торговельна марка пива, що належить Славутич, Carlsberg Group та виробляється в Україні на виробничих потужностях компанії (ПБК «Славутич» (Запоріжжя), Пивзаводі «Славутич» (Київ) та Львівській пивоварні).

## Сорти
- «Арсенал Світле» — Густина: 11,0 %. Алк.об.: 4,4 %. Тара: пляшка 0,5л, пляшка 1л, пляшка 2,5л.
- «Арсенал Міцне» — Густина: 16,0 %. Алк.об.: 8,0 %. Тара: пляшка 0,5л, пляшка 1,25л, пляшка 2л.

## Історія
Торговельна марка була виведена на ринок холдингом BBH, якому на той час належали ПБК «Славутич» та «Львівська пивоварня», у листопаді 2003 року з початком вробництва «Арсенал Світле». Вже наступного місяця асортимент торговельної марки поповнився сортом підвищеної міцності — «Арсенал Міцне». Розлив цих сортів здійснювався в скляні 0,5л та ПЕТ-пляшки 1л та 2л.
У червні 2004 року офіційно відкрили Київський пивоварний завод «Славутич». До цієї події був приурочений випуск нового сорту — «Арсенал київське фірмове», який, втім, недовго проіснував на ринку.
У вересні 2007 року почався розлив пива ТМ «Арсенал» у ПЕТ-пляшки 2,5л (замість 2л).

## Маркетинг
ТМ «Арсенал» позиціонується виробником як пиво середньої цінової категорії. Основний наголос у маркетингових комунікаціях будується навколо гасла торговельної марки — «Пиво справжніх чоловіків». У 2007 році було укладено угоду з відомим українським спортсменом, володарем титулу «Найсильніша людина світу-2004» Василем Вірастюком, який став «обличчям» торгової марки.